# 사카이 다다토키 (1643년)
사카이 다다토키(일본어: 酒井忠解, 1643년 ~ 1668년 12월 31일)는 에도 시대의 다이묘로, 오야마 번의 번주이다. 어릴적 이름은 모쿠노스케(杢之助)이다. 관위는 종5위하, 빗추노카미이다.
간에이 20년(1643년), 쇼나이번의 초대 번주 사카이 다다카쓰의 일곱 번째 아들로 태어났다. 쇼호 4년(1647년), 아버지 다다카쓰가 사망하자 유산 중 영지 1만 석을 분할 받아 오야마 번을 세웠다. 만지 2년(1659년)에 종5위하, 빗추노카미에 서임되었다. 간분 5년(1665년), 히라도번 제4대 번주 마쓰라 시게노부의 딸과 약혼하였으나, 간분 8년(1668년), 결혼에 이르지 못하고 매사냥 도중 장티푸스로 인해 급사하고 말았다. 향년 26세. 자녀가 없었기 때문에 이듬해 오야마 번은 폐지되었다.
|  | 오야마 번 번주 1647년 ~ 1668년 | 후임 폐번 |